# دودو
دودو نام پرنده‌ای بی‌پرواز و منقرض‌شده است. زیستگاه این پرنده جزیره موریس در اقیانوس هند بوده است. این پرنده در سال ۱۶۸۱ منقرض شد. دودو به تیرهٔ کبوتریان تعلق داشت و حدود یک متر ارتفاع و وزنی نزدیک به ۲۰ کیلوگرم داشت. از میوه‌ها تغذیه و بر روی زمین آشیانه‌سازی می‌کرد.
دودوها از معروفترین جانوران منقرض‌شده هستند که به‌عنوان یک مثال برای چگونگی انقراض استفاده می‌شوند چراکه انقراضش در تاریخ ثبت شده و فعالیت‌های بشر، مستقیماً در نابودی آن سهیم بوده است. بعضی از ضرب‌المثلهای انگلیسی از داستان انقراض دودو سرچشمه می‌گیرد.

## ریشه‌شناسی
ریشه‌شناسی لغت دودو آشکار نیست. به‌هرحال، نظرهایی نقدپذیر و تصویب‌نشده وجود دارد. برخی آن را برگرفته از واژهٔ هلندی دودور به‌معنی تنبل می‌دانند. ممکن است به واژهٔ هلندی دیگری که به‌معنای گریب کوچک است در پیوند باشد. ارتباط ممکن است به‌دلیل شباهت پرهای انتهایی پشت یا به‌دلیل آن‌که هر دو پرنده به‌صورت پنگوئنی راه می‌رفته‌اند. به هر روی، هلندی‌ها همچنین پرندهٔ جزیرهٔ موریس را والقوگل به‌معنای تهوع‌آور و نامطلوب بر اساس مزه‌اش نامیده‌اند. این نام آخر (والقوگل) برای نخستین بار در مجلّهٔ دریاسالار ویبراند وان ویسک، کسی که از جزیره در سال ۱۵۹۸ دیدن کرد و آن را جزیره موریس نامید، آمده است. دودو یا دوارس در مجلهٔ ناخدا ویلم وان وستسانن چهار سال بعد ثبت شده است؛ امّا مشخص نیست آیا او اولین کسی است که این نام را بکار برده یا نه، زیرا پیش از هلندی‌ها، پرتغالی‌ها جزیره را در ۱۵۰۷ دیده بودند، اما به صورت دایمی آنجا اقامت نکرده‌بودند. واژه دودو ممکن است با یک واژه زننده پرتغالی به معنای احمق در پیوند باشد. در ۱۶۰۶ کرنلس متلیف دی جُنگ یک گفتار مهم در jj دودو بعضی دیگر از پرندگان، گیاهان و حیوانات جزیره نوشت. دودو همچنین به نام دیوجوجه نیز توسط اقامت کنندگان اولیه شناخته شده بود.

بر اساس واژه‌نامهٔ اینکارتا و واژه‌نامهٔ چمبرز اتیمالژی، دودو از واژهٔ پرتغالی دوئدو به معنای احمق یا دیوانه است. پرتغالی‌ها به راستی نخستین اروپاییانی بودند که اقیانوس هند را درنوردیدند و در ۱۵۰۷ به موریس رسیدند. به هر روی واژه کنونی پرتغالی دودو دارای ریشهٔ انگلیسی است. واژهٔ پرتغالی دوئدو خودش یک وام‌واژه از انگلیسی میانه است.
امکان دیگر آن‌که واژه دودو یک آوا-واژه است نزدیک به صدای خود پرنده، یک صدای دو نتی فاخته‌گون مانند دو-دو.
|  | کبوتر نیکوبار (Nicobar Pigeon)                                                                   |
|  |                                                                                                  |
|  | \| \| کبوتر رودریگز (Rodrigues Solitaire) \| \| \| \| \| \| Raphus cucullatus (Dodo) \| \| \| \| |
|  |                                                                                                  |
|  | کبوتر رودریگز (Rodrigues Solitaire)                                                              |
|  |                                                                                                  |
|  | Raphus cucullatus (Dodo)                                                                         |
|  |                                                                                                  |

|  | کبوتر رودریگز (Rodrigues Solitaire) |
|  |                                     |
|  | Raphus cucullatus (Dodo)            |
|  |                                     |

|  | کبوتر نیکوبار (Nicobar Pigeon)                                                                   |
|  |                                                                                                  |
|  | \| \| کبوتر رودریگز (Rodrigues Solitaire) \| \| \| \| \| \| Raphus cucullatus (Dodo) \| \| \| \| |
|  |                                                                                                  |
|  | کبوتر رودریگز (Rodrigues Solitaire)                                                              |
|  |                                                                                                  |
|  | Raphus cucullatus (Dodo)                                                                         |
|  |                                                                                                  |

|  | کبوتر رودریگز (Rodrigues Solitaire) |
|  |                                     |
|  | Raphus cucullatus (Dodo)            |
|  |                                     |

|  | کبوتر نیکوبار (Nicobar Pigeon)                                                                   |
|  |                                                                                                  |
|  | \| \| کبوتر رودریگز (Rodrigues Solitaire) \| \| \| \| \| \| Raphus cucullatus (Dodo) \| \| \| \| |
|  |                                                                                                  |
|  | کبوتر رودریگز (Rodrigues Solitaire)                                                              |
|  |                                                                                                  |
|  | Raphus cucullatus (Dodo)                                                                         |
|  |                                                                                                  |

|  | کبوتر رودریگز (Rodrigues Solitaire) |
|  |                                     |
|  | Raphus cucullatus (Dodo)            |
|  |                                     |

|  | کبوتر نیکوبار (Nicobar Pigeon)                                                                   |
|  |                                                                                                  |
|  | \| \| کبوتر رودریگز (Rodrigues Solitaire) \| \| \| \| \| \| Raphus cucullatus (Dodo) \| \| \| \| |
|  |                                                                                                  |
|  | کبوتر رودریگز (Rodrigues Solitaire)                                                              |
|  |                                                                                                  |
|  | Raphus cucullatus (Dodo)                                                                         |
|  |                                                                                                  |

|  | کبوتر رودریگز (Rodrigues Solitaire) |
|  |                                     |
|  | Raphus cucullatus (Dodo)            |
|  |                                     |

|  | کبوتر نیکوبار (Nicobar Pigeon)                                                                   |
|  |                                                                                                  |
|  | \| \| کبوتر رودریگز (Rodrigues Solitaire) \| \| \| \| \| \| Raphus cucullatus (Dodo) \| \| \| \| |
|  |                                                                                                  |
|  | کبوتر رودریگز (Rodrigues Solitaire)                                                              |
|  |                                                                                                  |
|  | Raphus cucullatus (Dodo)                                                                         |
|  |                                                                                                  |

|  | کبوتر رودریگز (Rodrigues Solitaire) |
|  |                                     |
|  | Raphus cucullatus (Dodo)            |
|  |                                     |

|  | کبوتر نیکوبار (Nicobar Pigeon)                                                                   |
|  |                                                                                                  |
|  | \| \| کبوتر رودریگز (Rodrigues Solitaire) \| \| \| \| \| \| Raphus cucullatus (Dodo) \| \| \| \| |
|  |                                                                                                  |
|  | کبوتر رودریگز (Rodrigues Solitaire)                                                              |
|  |                                                                                                  |
|  | Raphus cucullatus (Dodo)                                                                         |
|  |                                                                                                  |

|  | کبوتر رودریگز (Rodrigues Solitaire) |
|  |                                     |
|  | Raphus cucullatus (Dodo)            |
|  |                                     |

|  | کبوتر نیکوبار (Nicobar Pigeon)                                                                   |
|  |                                                                                                  |
|  | \| \| کبوتر رودریگز (Rodrigues Solitaire) \| \| \| \| \| \| Raphus cucullatus (Dodo) \| \| \| \| |
|  |                                                                                                  |
|  | کبوتر رودریگز (Rodrigues Solitaire)                                                              |
|  |                                                                                                  |
|  | Raphus cucullatus (Dodo)                                                                         |
|  |                                                                                                  |

|  | کبوتر رودریگز (Rodrigues Solitaire) |
|  |                                     |
|  | Raphus cucullatus (Dodo)            |
|  |                                     |

|  | کبوتر نیکوبار (Nicobar Pigeon)                                                                   |
|  |                                                                                                  |
|  | \| \| کبوتر رودریگز (Rodrigues Solitaire) \| \| \| \| \| \| Raphus cucullatus (Dodo) \| \| \| \| |
|  |                                                                                                  |
|  | کبوتر رودریگز (Rodrigues Solitaire)                                                              |
|  |                                                                                                  |
|  | Raphus cucullatus (Dodo)                                                                         |
|  |                                                                                                  |

|  | کبوتر رودریگز (Rodrigues Solitaire) |
|  |                                     |
|  | Raphus cucullatus (Dodo)            |
|  |                                     |

|  | کبوتر نیکوبار (Nicobar Pigeon)                                                                   |
|  |                                                                                                  |
|  | \| \| کبوتر رودریگز (Rodrigues Solitaire) \| \| \| \| \| \| Raphus cucullatus (Dodo) \| \| \| \| |
|  |                                                                                                  |
|  | کبوتر رودریگز (Rodrigues Solitaire)                                                              |
|  |                                                                                                  |
|  | Raphus cucullatus (Dodo)                                                                         |
|  |                                                                                                  |

|  | کبوتر رودریگز (Rodrigues Solitaire) |
|  |                                     |
|  | Raphus cucullatus (Dodo)            |
|  |                                     |

|  | کبوتر نیکوبار (Nicobar Pigeon)                                                                   |
|  |                                                                                                  |
|  | \| \| کبوتر رودریگز (Rodrigues Solitaire) \| \| \| \| \| \| Raphus cucullatus (Dodo) \| \| \| \| |
|  |                                                                                                  |
|  | کبوتر رودریگز (Rodrigues Solitaire)                                                              |
|  |                                                                                                  |
|  | Raphus cucullatus (Dodo)                                                                         |
|  |                                                                                                  |

|  | کبوتر رودریگز (Rodrigues Solitaire) |
|  |                                     |
|  | Raphus cucullatus (Dodo)            |
|  |                                     |

|  | کبوتر نیکوبار (Nicobar Pigeon)                                                                   |
|  |                                                                                                  |
|  | \| \| کبوتر رودریگز (Rodrigues Solitaire) \| \| \| \| \| \| Raphus cucullatus (Dodo) \| \| \| \| |
|  |                                                                                                  |
|  | کبوتر رودریگز (Rodrigues Solitaire)                                                              |
|  |                                                                                                  |
|  | Raphus cucullatus (Dodo)                                                                         |
|  |                                                                                                  |

|  | کبوتر رودریگز (Rodrigues Solitaire) |
|  |                                     |
|  | Raphus cucullatus (Dodo)            |
|  |                                     |

|  | کبوتر نیکوبار (Nicobar Pigeon)                                                                   |
|  |                                                                                                  |
|  | \| \| کبوتر رودریگز (Rodrigues Solitaire) \| \| \| \| \| \| Raphus cucullatus (Dodo) \| \| \| \| |
|  |                                                                                                  |
|  | کبوتر رودریگز (Rodrigues Solitaire)                                                              |
|  |                                                                                                  |
|  | Raphus cucullatus (Dodo)                                                                         |
|  |                                                                                                  |

|  | کبوتر رودریگز (Rodrigues Solitaire) |
|  |                                     |
|  | Raphus cucullatus (Dodo)            |
|  |                                     |

|  | کبوتر نیکوبار (Nicobar Pigeon)                                                                   |
|  |                                                                                                  |
|  | \| \| کبوتر رودریگز (Rodrigues Solitaire) \| \| \| \| \| \| Raphus cucullatus (Dodo) \| \| \| \| |
|  |                                                                                                  |
|  | کبوتر رودریگز (Rodrigues Solitaire)                                                              |
|  |                                                                                                  |
|  | Raphus cucullatus (Dodo)                                                                         |
|  |                                                                                                  |

|  | کبوتر رودریگز (Rodrigues Solitaire) |
|  |                                     |
|  | Raphus cucullatus (Dodo)            |
|  |                                     |

|  | کبوتر نیکوبار (Nicobar Pigeon)                                                                   |
|  |                                                                                                  |
|  | \| \| کبوتر رودریگز (Rodrigues Solitaire) \| \| \| \| \| \| Raphus cucullatus (Dodo) \| \| \| \| |
|  |                                                                                                  |
|  | کبوتر رودریگز (Rodrigues Solitaire)                                                              |
|  |                                                                                                  |
|  | Raphus cucullatus (Dodo)                                                                         |
|  |                                                                                                  |

|  | کبوتر رودریگز (Rodrigues Solitaire) |
|  |                                     |
|  | Raphus cucullatus (Dodo)            |
|  |                                     |

|  | کبوتر نیکوبار (Nicobar Pigeon)                                                                   |
|  |                                                                                                  |
|  | \| \| کبوتر رودریگز (Rodrigues Solitaire) \| \| \| \| \| \| Raphus cucullatus (Dodo) \| \| \| \| |
|  |                                                                                                  |
|  | کبوتر رودریگز (Rodrigues Solitaire)                                                              |
|  |                                                                                                  |
|  | Raphus cucullatus (Dodo)                                                                         |
|  |                                                                                                  |

|  | کبوتر رودریگز (Rodrigues Solitaire) |
|  |                                     |
|  | Raphus cucullatus (Dodo)            |
|  |                                     |

|  | کبوتر نیکوبار (Nicobar Pigeon)                                                                   |
|  |                                                                                                  |
|  | \| \| کبوتر رودریگز (Rodrigues Solitaire) \| \| \| \| \| \| Raphus cucullatus (Dodo) \| \| \| \| |
|  |                                                                                                  |
|  | کبوتر رودریگز (Rodrigues Solitaire)                                                              |
|  |                                                                                                  |
|  | Raphus cucullatus (Dodo)                                                                         |
|  |                                                                                                  |

|  | کبوتر رودریگز (Rodrigues Solitaire) |
|  |                                     |
|  | Raphus cucullatus (Dodo)            |
|  |                                     |

## ریخت‌شناسی و ناتوانی از پرواز
در اکتبر ۲۰۰۵ یک گروه بین‌المللی از محققان، بخشی از مار آکس سانجز مهم‌ترین ناحیه شامل بقایای دودو را حفاری کردند. بقایای زیادی یافت شد، شامل استخوان‌های پرنده در مراحل مختلف بلوغ، و چندین استخوان که مسلماً متعلق به اسکلت یک پرنده بود و در جای طبیعی‌شان مانده بودند. این یافته‌ها در دسامبر ۲۰۰۵ در نچرالیس در لیدن عمومی شدند. پیش از این تعداد کمی نمونه پیوسته از دودو شناخته شده بود، بیشتر نمونه‌ها شامل استخوان‌های منفرد و خرد شده بود. موزه تاریخ طبیعی دوبلین و موزه تاریخ طبیعی دانشگاه آکسفورد و دیگران یک نمونه از سرهم‌بندی این بقایا دارند. یک تخم دودو در موزه لندن شرقی در آفریقای جنوبی در معرض نمایش است. تا همین اواخر، مهم‌ترین بقایای دست‌نخورده، که هم‌اکنون در موزه تاریخ طبیعی آکسفورد در معرض نمایش است، بخشی از اسکلت پای پرنده و سر که شامل تنها بافت نرم شناخته شدهٔ نمونه‌هاست، بود.

## انقراض
همچون بسیاری از حیوانات که بدون دشمنان طبیعی خشکی‌زی تکامل یافتند، دودو ترسی از آدم‌ها نداشت. این ویژگی به اضافهٔ ناتوانی از پرواز او را شکار راحتی می‌ساخت. به هر روی مجله‌ها پر از گزارش‌هایی مبنی بر گوشت سفت و بد مزهٔ دودو بودند در حالی که برخی گونه‌های محلی دیگر مانند رِد رِیل مزه‌شان ستوده می‌شد. این باوری همگانی است که دریانوردان مالزیایی و اندونزیایی توجه ویژه به دودو داشته، و آن‌ها را تنها برای ساختن کلاه که در مراسم مذهبیشان کاربرد داشت، می‌کشتند.
به هر روی، زمانی که آدمی به جزیره موریس رسید، با خود حیواناتی که در آنجا نبودند را آورد حیوان‌هایی چون خوک، سگ، گربه، موش صحرایی سیاه و ماکاک خرچنگ خوار (که یک نوع میمون است)؛ که آشیانه دودوها را چپاول می‌کردند، هم‌زمان انسان‌ها، جنگل‌ها را که محل آشیانه‌سازی دودوها بود را نابود کردند؛ امروزه تأثیری را که این حیوان‌ها به‌ویژه خوک‌ها و مِکاک‌ها بر جمعیت دودوها داشته‌اند بسیار جدی‌تر از شکار آن‌ها در نظر می‌گیرند.

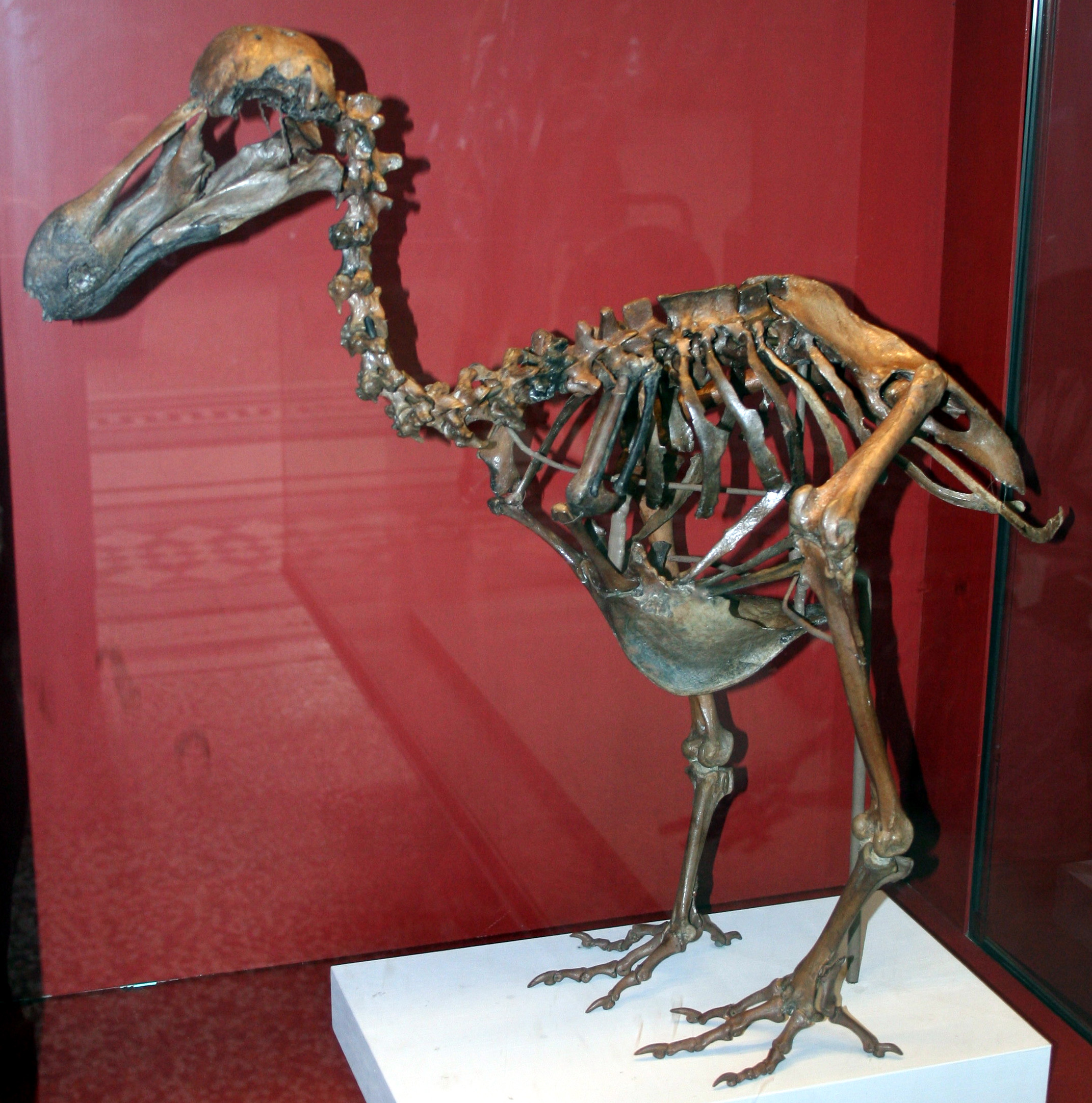
اسکلت دودو در موزهٔ تاریخ طبیعت لندن

اگرچه گزارش‌های پراکنده‌ای از کشتار جمعی دودوها برای خوراک کشتی‌ها وجود دارد، بررسی‌های باستان‌شناختی تاکنون مدارک کمی از شکار این پرندگان توسط انسان یافته‌اند. مقداری استخوان از حداقل دو تا دودو در غارهای بای دو کپ که اقامتگاه برده‌های پناهنده و محکومان در سدهٔ هفدهم بود، یافت شد اما به‌دلیل منزوی بودنشان در ناحیه‌ای بلند و شکسته به‌راحتی به دودوها دسترسی نداشته‌اند.
بحث‌هایی در مورد تاریخ انقراض دودوها وجود دارد. رابرتز و سولو بیان می‌کنند که تاریخ انقراض دودو به آخرین دید تأییدشده از پرنده، گزارش‌شده توسط دریانورد وُلکِرت اِوِرتسز، در ۱۶۶۲ بازمی‌گردد؛ اما بسیاری دیگر از منابع تاریخ حدسی‌تر ۱۶۸۱ را پیشنهاد می‌کنند. رابرتز و سولو اظهار می‌کنند که به‌دلیل آن‌که دیدن پرنده قبل از ۱۶۶۲ در ۱۶۳۸ بوده است، احتمالا دودو نزدیک سال ۱۶۶۰ خیلی کمیاب بوده؛ بنابراین، یک گزارش بحث‌انگیز از ۱۶۷۴ می‌تواند بی‌درنگ قابل اعتنا نباشد. تجزیه‌وتحلیل آماری از گزارش‌های شکار ایزاک جُهانز لامُتیِس یک تاریخ انقراض نو را در ۱۶۹۳ تخمین می‌زند، با ۹۵درصد فاصله اطمینان از ۱۶۸۸تا ۱۷۱۵. با ملاحظهٔ بیشتر مدارک جزئی مانند گزارش‌های مسافران و فقدان گزارش‌های خوب پس از ۱۶۸۹، این محتمل است که دودو قبل از۱۷۰۰نا پدید شده است، آخرین دودو کمی بیش از یک سده از پیدا شدن گونه در ۱۵۸۱ درگذشت. تعداد کمی توجه ویژه به پرندهٔ منقرض‌شده کردند. در آغاز سدهٔ نوزدهم، یک موجود غریب به‌نظر می‌آمد، و بسیاری وجود آن را یک افسانه می‌پنداشتند.

## اهمیت فرهنگی
دودو به وسیلهٔ خیلی از سازمان‌های محیط زیستی برای تبلیغ حفظ گونه‌های در خطر استفاده شده است مانند:سازمان حفظ حیات وحش دارِل و پارک جانورشناسی جِرسی، بنیاد نهاده شده توسط جِرالد دارِل.

برجستگی دودو به عنوان یک گونه ناپدید گشتهٔ شناخته شده و ظاهر یگانهٔ آن به استفاده از آن در ادبیات و فرهنگ عمومی منجر شد برای نشان هر مفهوم یا نهاده‌ای که تاریخ مصرفش گذشته یا خواهد گذشت. در اصطلاح‌های انگلیسی چون «مرده چون دودو» شکل دودو بر لباس‌های ارتشیِ جزیرهٔ موریس را می‌توان دید.